# FC Swarovski Tirol
FC Swarovski Tirol je rakouský fotbalový klub z města Innsbruck. Založen byl roku 1986 a zanikl roku 1992. Licenci převzal od FC Wacker Innsbruck a roku 1992 licence znovu přešla na FC Wacker. Po čase vznikl klub navazující symbolicky, nikoli právně na Swarovski Tirol, a to FC Tirol Innsbruck. Přes svou krátkou existenci dosáhl klub výrazných úspěchů, na domácí scéně 2x vyhrál rakouskou ligu (1989, 1990) a jednou rakouský pohár (1989). Na mezinárodním poli to dotáhl do semifinále Poháru UEFA 1986/87.

## Úspěchy
- Mistr Rakouska 2x
  - 1988/89, 1989/90
- Rakouský fotbalový pohár 1x
  - 1988/89

## Kompletní výsledky v evropských pohárech
| Sezóna  | Soutěž     | Kolo        | Soupeř               | Doma | Venku | Celkem |
| ------- | ---------- | ----------- | -------------------- | ---- | ----- | ------ |
| 1986/87 | Pohár UEFA | 1. kolo     | CSKA Sofia           | 3:0  | 0:2   | 3:2    |
| 1986/87 | Pohár UEFA | 2. kolo     | Standard Lutych      | 2:1  | 3:2   | 4:3    |
| 1986/87 | Pohár UEFA | 3. kolo     | FC Spartak Moskva    | 2:0  | 0:1   | 2:1    |
| 1986/87 | Pohár UEFA | Čtvrtfinále | FC Turín             | 2:1  | 0:0   | 2:1    |
| 1986/87 | Pohár UEFA | Semifinále  | IFK Göteborg         | 0:1  | 1:4   | 1:5    |
| 1987/88 | PVP        | 1. kolo     | Sporting Lisbon      | 4:2  | 0:4   | 4:6    |
| 1989/90 | PMEZ       | 1. kolo     | Omonia Nikósie       | 6:0  | 3:2   | 9:2    |
| 1989/90 | PMEZ       | 2. kolo     | Dněpr Dněpropetrovsk | 0:2  | 2:2   | 2:4    |
| 1990/91 | PMEZ       | 1. kolo     | Kuusysi Lahti        | 5:0  | 2:1   | 7:1    |
| 1990/91 | PMEZ       | 2. kolo     | Real Madrid          | 2:2  | 1:9   | 3:11   |
| 1991/92 | Pohár UEFA | 1. kolo     | Tromso IL            | 2:1  | 1:1   | 3:2    |
| 1991/92 | Pohár UEFA | 2. kolo     | PAOK Thessaloniki    | 2:0  | 2:0   | 4:0    |
| 1991/92 | Pohár UEFA | 3. kolo     | Liverpool FC         | 0:2  | 0:4   | 0:6    |